# صیداویه
صیداویه، روستایی از توابع بخش مرکزی شهرستان آبادان در استان خوزستان ایران است. این روستا برای اولین بار سال۱۲۱۳ شمسی توسط شیخ ثامر بنی کعب به دو برادر بنام شیخ حاج مشعل و شیخ فیصل فرزندان شیخ یعقوب(اعقیب) صیداوی از تیره ی نصار بخشیده شد و بنام صیداویه مشهور شد.

## جمعیت
این روستا در دهستان شلاهی قرار دارد و براساس سرشماری مرکز آمار ایران در سال ۱۳۹۵، جمعیت آن ۲،۳۲۶ نفر (۶۳۰ خانوار) بوده‌است.